# Копасы
Копасы — деревня в Городокском районе Витебской области Белоруссии. Входит в состав Межанского сельсовета.
Находится примерно в 6 верстах к северо-востоку от более крупной деревни Дуброво.

## Население
- 1999 год — 27 человек
- 2010 год — 5 человек[3]
- 2019 год — 2 человека[1]